# جوناثان رايت (مترجم)
جوناثان رايت (بالإنجليزية: Jonathan Wright)‏ هو صحفي ومترجم بريطاني، ولد في 1953 في Andover, Hampshire ‏ في المملكة المتحدة.